# Грандате
Грандате (итал. Grandate) је насеље у Италији у округу Комо, региону Ломбардија.
Према процени из 2011. у насељу је живело 2705 становника. Насеље се налази на надморској висини од 303 м.

## Становништво
| 1936. | 1951. | 1961. | 1971. | 1981. | 1991. | 2001. | 2011. |
| ----- | ----- | ----- | ----- | ----- | ----- | ----- | ----- |
| 1.374 | 1.538 | 1.932 | 2.661 | 2.778 | 2.917 | 2.901 | 2.862 |